# Вісім диваків з Янчжоу

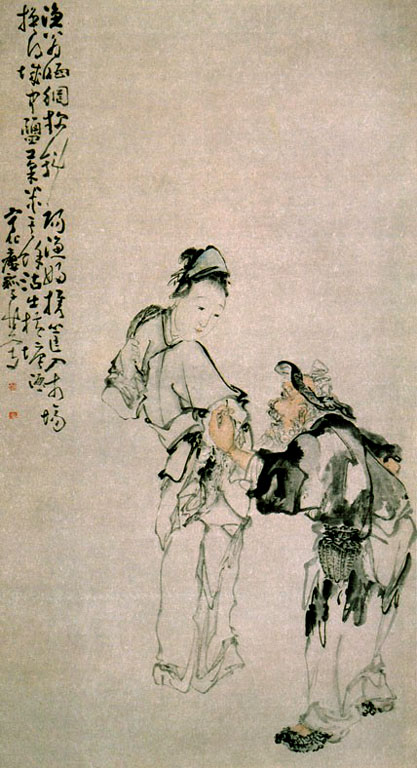
«Рибалка та рибачка» Хуан Шень

Вісім диваків з Янчжоу (揚州八怪) — мистецький китайський гурток часів раннього періоду династії Цін, що знаходився у м.Янчжоу (провінція Цзянсу).

## Фундація
Об'єднавчим моментом для цих 8 художників стало бажання відійти від офіційних (традиційних) правил у живописі. Усі вони мешкали в одному місті. Їх картини відрізнялися виразністю, ексцентрикою та індивідуалізмом. Незвична манера малювання дала можливість сучасникам прозвати цих майстрів диваками. Свого часу їх картини були доволі відомим. Поступово кожен з них став професійних художником одного якогось жанру: портрету, пейзажу тощо. Загалом творчість цього гуртка суттєво вплинуло на подальший розвиток китайського живопису.
До цієї групи входили: Ван Шишень, Хуан Шень, Лі Шань, Цзінь Нун, Ло Пінь, Ґао Сян, Чжен Сє, Лі Фан'ін.